# بيتر براون
بيتر براون (بالإنجليزية: Peter T. Brown)‏ كان المدير التنفيذي لمؤسسة البرمجيات الحرة في الفترة الممتدة من 2005 حتى مطلع 2011. بدأ العمل في المنظمة عام 2001 كمراقب مالي وفي عام 2005 تم ترقيته إلى منصب المدير التنفيذي بعد رحيل برادلي كوهن. وفي عام 2011 حل محله جون سوليفان. ينحدر بيتر براون من مدينة أكسفورد، إنجلترا. وسبق له أن عمل لدى هيئة الإذاعة البريطانية ومجلة نيو انترناسيوناليست.